# ベニヤミン
ベニヤミン（ヘブライ語: בִּנְיָמִין、現代音：ビニヤミン、伝統音：ビニヨーミーン）は、旧約聖書の『創世記』に登場するヤコブの12番目の息子である。イスラエル十二支族のうちで彼を祖とする一族をベニヤミン族という。ヤコブの2人の姉妹妻のうちの妹ラケルの子で、母は出産直後の死の間際に彼をベン・オニ（בֶּן-אוֹנִי 、Ben-ōnî 、伝統音：ベン＝オーニー）＝「我が苦痛の息子」と呼んだが、父がベニヤミンに改めた。
名前の由来は、「右（手）側の子」「南の子」。右が腕力や美徳を表すとする古来の伝統に由来するという解釈と、ヤコブの他の息子たちが生まれた中央シリアのアラムに対して南（太陽の昇る神聖な方角である東を向いたときの右側。地名イエメンと同様の語源）のカナアンで生まれた息子であるからとする解釈がある。また、サマリア人が伝えた版のトーラーではベン・ヤミム＝「日々の息子」と呼ばれており、こちらはヤコブが年を重ねた後の息子であるからと解釈されている。